# Katastrofa kolejowa w Paryżu
Katastrofa kolejowa na stacji Paris-Lyon wydarzyła się 27 czerwca 1988 r. o godzinie 19.10 w podziemnej części dworca Paris-Lyon. Pociąg pasażerski podróżujący z prędkością ok. 70 km/h zderzył się czołowo ze składem stojącym przy peronie. W wyniku katastrofy zginęło 56 osób a 57 zostało rannych. Była to najtragiczniejsza katastrofa kolejowa w historii Paryża od czasu utworzenia przedsiębiorstwa SNCF w 1938 r.

## Zderzenie
Pociąg 153944 relacji Melun - Corbeil-Essonnes - Paris-Lyon złożony z dwóch elektrycznych zespołów trakcyjnych serii Z 5300 został zatrzymany za pomocą hamulca bezpieczeństwa w okolicy dworca Vert de Maisons przez pasażerkę, która zorientowała się, że pociąg nie zatrzymuje się na tej stacji. Po ok. dwudziestu minutach pociąg ruszył ponownie. Zatrzymanie pociągu spowodowało zwiększenie opóźnienia, w konsekwencji nastawnia stacji Paris-Lyon poleciła maszyniście kontynuować podróż bez zatrzymania do stacji końcowej. Mijając sygnał nakazujący ograniczenie prędkości, maszynista zorientował się, że hamulce pociągu nie zapewniają dostatecznej wydajności hamowania. Maszynista zdał sobie sprawę, że nie zdoła zatrzymać pociągu przed dotarciem do stacji, w konsekwencji zawiadomił nastawnię drogą radiową. Jednocześnie użył urządzenia, które drogą radiową zatrzymuje wszystkie pociągi w promieniu 10 km, po czym schronił się wraz z pasażerami w tylnej części składu.
Tymczasem pociąg zmierzał w kierunku dworca Paris-Lyon. Ostatni odcinek trasy posiadał nachylenie rzędu 4%, co spowodowało zwiększenie prędkości. Z powodu spóźnienia jednego z konduktorów, tor na który powinien wjechać był wciąż zajęty przez inny pociąg. Maszynista tego pociągu dostrzegłszy nadjeżdżający skład zaczął nadawać do podróżnych przez interkom polecenie opuszczenia składu. Kontynuował nadawanie ostrzeżenia aż do kolizji i poniósł śmierć w jej wyniku.
W nadjeżdżającym pociągu pierwszy wagon był wagonem silnikowym, podczas gdy w pociągu stojącym przy peronie na czele znajdował się wagon sterowniczy, o mniej solidnej konstrukcji. Z tego powodu przy kolizji został on zmiażdżony do połowy. Dodatkowo skutki kolizji zwiększył fakt, iż nastąpiła ona w tunelu. W wyniku zderzenia zginęło 56 osób, 57 zostało rannych. Skutki byłyby bardziej tragiczne gdyby nie postawa maszynisty składu na peronie, nadającego ostrzeżenia do ostatniej chwili.

## Przyczyny tragedii
Badania przeprowadzone przez ekspertów wykazały, że do wypadku przyczynił się łańcuch katastroficznych działań:
- Odile Mirroir, pasażerka, którą odnaleziono dzięki prośbie w gazecie o zwrócenie się do dochodzeniowców, zorientowawszy się, że pociąg nie zatrzymuje się na jej stacji (z powodu zmiany rozkładu jazdy w okresie letnim), uruchomiła hamulec bezpieczeństwa.[1] Pomimo usunięcia przyczyny hamowania przez maszynistę za pomocą zaworu na końcu składu, pociąg pozostawał nadal zahamowany. Było to spowodowane tym, że przestawiając zawór przestawił omyłkowo również zawór odcinający obwody hamulcowe wagonu silnikowego od pozostałej części składu. Nie zwróciwszy uwagi na ten fakt, powrócił do lokomotywy, ale tam odkrył, że hamulce się zablokowały. Myśląc, że to tzw. air lock (blokada powietrzna), czyli nadmierne ciśnienie w hamulcach, odblokował je ręcznie. Tym samym wypuścił resztkę powietrza z hamulców.
- Maszynista nie zauważył, że nie ma ciśnienia w hamulcach, bo przez zamknięcie zaworu powietrza, odizolował lokomotywę od reszty pociągu. Dlatego, gdy spojrzał na ciśnieniomierz, uznał, że ciśnienie jest w porządku; w rzeczywistości pokazywał on tylko ciśnienie w lokomotywie.
- Pociąg miał jeszcze dwie szanse, aby uniknąć tragedii; stację Maison Alfort ok. 6,5 kilometra od Gare de Lyon i hamulce elektryczne. Pociąg jednak ominął stację, by nadrobić stracony czas, a gdy maszynista zorientował się, że hamulce nie działają, w panice zapomniał o hamulcach elektrycznych.
- Na stacji, gdy wyłączono inne pociągi z ruchu, wyłączył się także automatyczny system, który skierowałby pociąg na pusty peron. Wówczas udałoby się uniknąć tragedii. Niestety, operatorzy nie wiedzieli o tym i pociąg pojechał po normalnym torze, prosto na czekający na peronie pociąg. Poza tym, maszynista zapomniał podać numer pociągu, a zatem operatorzy nie wiedzieli, po którym torze się porusza.